# Lasiurus scindicus
Lasiurus scindicus är en gräsart som beskrevs av Johannes Jan Theodoor Henrard. Lasiurus scindicus ingår i släktet Lasiurus och familjen gräs. Inga underarter finns listade i Catalogue of Life.